# Nastonotus tarsatus
Nastonotus tarsatus är en insektsart som beskrevs av Bolívar, I. 1890. Nastonotus tarsatus ingår i släktet Nastonotus och familjen vårtbitare. Inga underarter finns listade i Catalogue of Life.